# Wildbirds & Peacedrums
Wildbirds & Peacedrums är en svensk musikgrupp Gruppen består av Andreas Werliin (slagverk) och Mariam Wallentin (sång  m.m.).

## Priser och utmärkelser
- 2008 – Jazz i Sverige

## Diskografi

### Album
| År   | Titel     |
| ---- | --------- |
| 2007 | Heartcore |
| 2008 | The Snake |
| 2010 | Rivers    |
| 2014 | Rhythm    |